# Le Journal d'un fou (film, 1963)
Pour les articles homonymes, voir Le Journal d'un fou.
Le Journal d'un fou est un film français de Roger Coggio, sorti en 1963.

## Fiche technique
- Titre : Le Journal d'un fou
- Réalisation : Roger Coggio[1]
- Scénario : Roger Coggio, d'après la nouvelle de Nicolas Gogol
- Dialogues : Marcel Moussy
- Photographie : Christian Matras
- Son : Jean Labussière
- Scripte : Suzanne Durrenberger
- Décors : Jacques Mawart
- Montage : Leonide Azar
- Musique : Georges Delerue
- Sociétés de production : Cocinor - Les Films Marceau
- Durée : 114 minutes
- Date de sortie : 6 novembre 1963

## Distribution
- Roger Coggio
- Dorothée Blanck
- Jean Champion
- Laure Paillette